# Burgtreppe

Die Burgtreppe, rot markiert

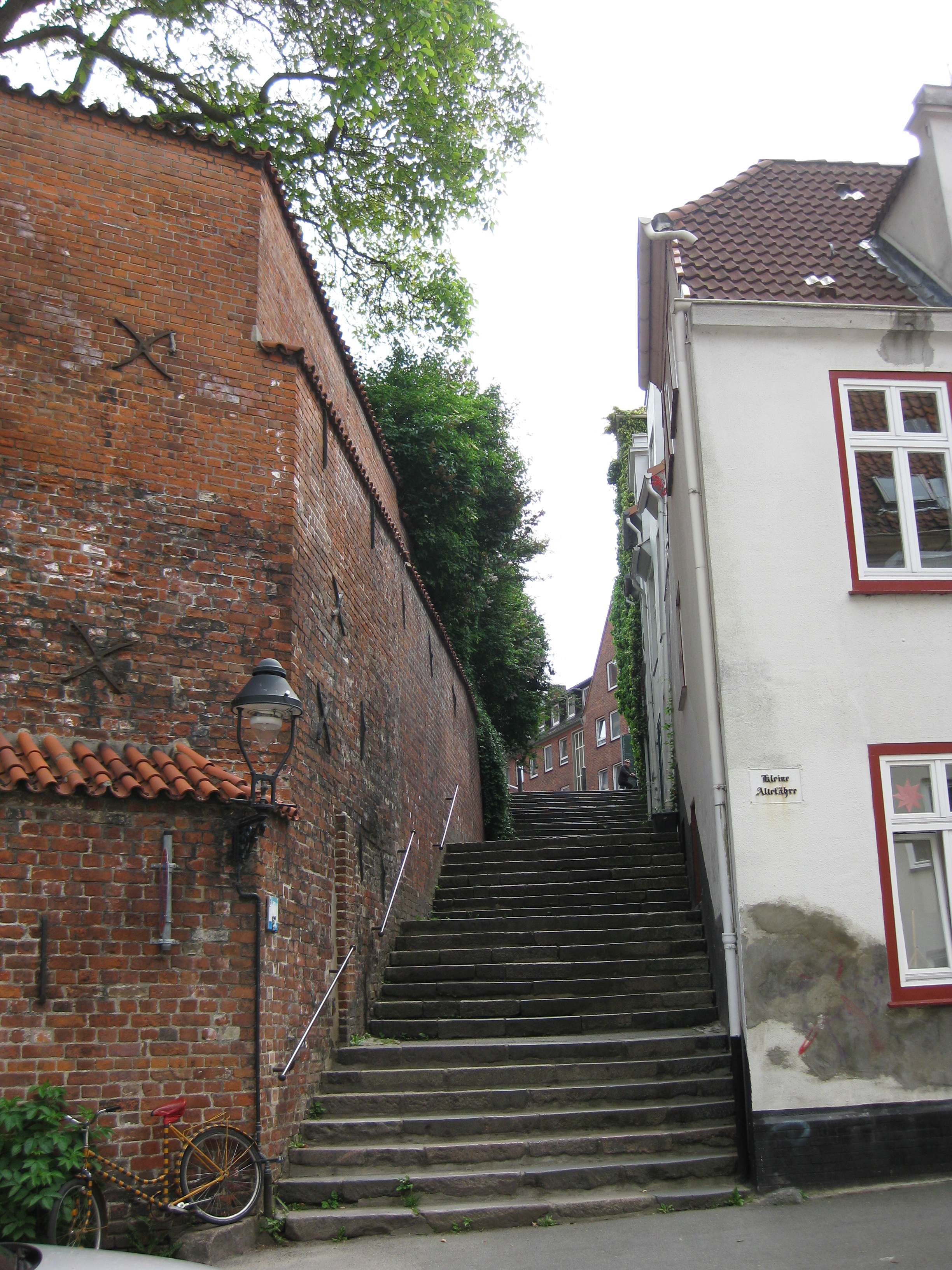
Die Burgtreppe von der Kleinen Altefähre aus gesehen

Die Burgtreppe ist eine Straße der Lübecker Altstadt.

## Lage
Die etwa 30 Meter lange Burgtreppe befindet sich im nordwestlichen Teil der Altstadtinsel im Marien-Magdalenen Quartier. Sie verbindet die Ecke Kleine Burgstraße/Hinter der Burg mit der Kleinen Altefähre.

## Geschichte
Erstmals urkundlich erwähnt wird die Burgtreppe 1415 mit dem lateinischen Namen Apud gradus prope urbem (Bei der Treppe nahe der befestigten Ansiedlung). 1419 lautet die Benennung By der Borgstraten, 1438 hingegen Gradus praedicatorum (Prediger-Treppe, abgeleitet von den im Burgkloster ansässigen, als Fratres Praedicatorum – Predigerbrüdern – bekannten Dominikanern). 1614 ist als Name Borchtreppe verzeichnet, und 1852 wurde der heutige Straßenname amtlich festgelegt. Die auf eine Burg verweisenden Bezeichnungen nehmen Bezug auf die 1227 zerstörte Burg am Nordende der Altstadt, die auch namengebend war für Burgtor, Burgkloster sowie Kleine Burgstraße, Große Burgstraße und Hinter der Burg.

## Besonderheiten
Unter den Straßen Lübecks nimmt die Burgtreppe eine einzigartige Stellung ein, da es sich bei ihr nicht um eine Straße im üblichen Sinn handelt, sondern tatsächlich um eine steile, etwa drei Meter breite Treppe mit Natursteinstufen und vier Zwischenabsätzen. Nur auf der Südseite befinden sich Gebäude, die Nordseite wird eingenommen durch die Backstein-Stützmauer des Burgklosters.
Trotz dieser Besonderheiten ist die Burgtreppe ausdrücklich als Straße gewidmet und bildet auch die Postanschrift der an ihr gelegenen Häuser.